# Торшефелон
Торшефелон (фр. Torchefelon) — коммуна во Франции, находится в регионе Рона — Альпы. Департамент коммуны — Изер. Входит в состав кантона Тур-дю-Пен. Округ коммуны — Ла-Тур-дю-Пен.
Код INSEE коммуны — 38508. Население коммуны на 1999 год составляло 449 человек. Населённый пункт находится на высоте от 378  до 589  метров над уровнем моря. Муниципалитет расположен на расстоянии около 440 км юго-восточнее Парижа, 55 км юго-восточнее Лиона, 45 км северо-западнее Гренобля. Мэр коммуны — M. Jean-Claude Vial, мандат действует на протяжении 2001—2008 гг.
Динамика населения (INSEE):